# Asplenium brissaginense
Asplenium brissaginense är en svartbräkenväxtart som beskrevs av D.E.Meyer. Asplenium brissaginense ingår i släktet Asplenium och familjen Aspleniaceae. Inga underarter finns listade.